# Raileigh Goessling
Raileigh Goessling (* 21. Oktober 1991) ist ein US-amerikanischer Biathlet.
Raileigh Goessling lebt in Esko und startet für das Maine Winter Sports Center. Er bestritt 2008 in Ruhpolding bei den Juniorenweltmeisterschaften seine ersten internationalen Meisterschaften und wurde 92. des Einzels, 80. des Sprints und 19. des Staffelrennens. Ein Jahr später wurde er in Canmore 40. des Einzels, 32. des Sprints, 46. der Verfolgung und Achter mit der Staffel. In Torsby trat er 2010 bei seiner dritten Junioren-WM an und lief auf die Ränge 45 im Einzel, 69 im Sprint und wurde 19. im Staffelwettbewerb. 2010 wurde Goessling in Nové Město na Moravě 87. des Einzels, 37. des Sprints, 53. der Verfolgung und mit der Staffel erneut 19. Es folgten die Juniorenrennen der offenen Europameisterschaften 2011 in Ridnaun, bei denen er 41. des Einzels, 43. des Sprints, 42. der Verfolgung und mit Grace Boutot, Corrine Malcolm und Ethan Dreissigacker Elfter mit der überrundeten US-Mixedstaffel wurde. Letzte internationale Meisterschaften wurden die Juniorenweltmeisterschaften 2012 in Kontiolahti. Goessling wurde 74. des Einzels, 75. des Sprints und Staffel-14. Bei den Juniorenrennen des North American Invitational 2012 in Jericho wurde er Zweiter hinter Rémi Grégoire Jacques im Sprint sowie hinter Ethan Dreissigacker in der Verfolgung und Dritter hinter Ethan Dreissigacker und Casey Smith im Massenstartrennen.
Eine erste gute Platzierung bei den Männern im Leistungsbereich erreichte Goessling bei den Kanadischen Meisterschaften 2012 in Valcartier, wo er Fünfter des Massenstarts wurde. Seinen Durchbruch erreichte er in der Saison 2012/13 im Biathlon-NorAm-Cup. In Valcartier wurde er hinter Kurtis Wenzel und Marc-André Bédard im Sprint Dritter, das darauf basierende Verfolgungsrennen gewann er vor Marc-André Bédard und Macx Davies. Bei den Nordamerikameisterschaften 2013 in Whistler wurde er Siebter des Sprints, gewann im Verfolgungsrennen hinter Kurtis Wenzel und Nathan Smith die Bronzemedaille und kam im Massenstartrennen nochmals auf Rang sieben.